# توماس مارتين
توماس مارتين (بالإنجليزية: Thomas Martyn)‏ هو لاعب دوري الرغبي بريطاني، ولد في 1946، وتوفي في نوفمبر 2016.